# آلون أرمسترونغ
آلون أرمسترونغ (بالإنجليزية: Alun Armstrong)‏ (و. 1946 – م) هو ممثل، وممثل تعبيري، من المملكة المتحدة.

## جوائز
حصل على جوائز منها:
- جائزة لورنس أوليفيه.

## وصلات خارجية
- آلون أرمسترونغ على موقع IMDb (الإنجليزية)
- آلون أرمسترونغ على موقع روتن توميتوز (الإنجليزية)
- آلون أرمسترونغ على موقع ألو سيني (الفرنسية)
- آلون أرمسترونغ على موقع ميوزك برينز (الإنجليزية)
- آلون أرمسترونغ على موقع أول موفي (الإنجليزية)
- آلون أرمسترونغ على موقع قاعدة بيانات برودواي على الإنترنت (الإنجليزية)
- آلون أرمسترونغ على موقع قاعدة بيانات الأفلام السويدية (السويدية)
- آلون أرمسترونغ على موقع إن إن دي بي (الإنجليزية)
- آلون أرمسترونغ على موقع ديسكوغز (الإنجليزية)
- آلون أرمسترونغ على موقع قاعدة بيانات الفيلم (الإنجليزية)